# Matías Donnet
Pour les articles homonymes, voir Donnet.
Matías Abel Donnet est un footballeur argentin, évoluant au poste de milieu de terrain, né le 18 avril 1980 à Esperanza.

## Carrière
- 1997-2001 : Club Atlético Unión  Argentine
- 2001-2002 : Venezia Calcio  Italie
- 2002-jan. 2006 : Boca Juniors  Argentine
- 2006 : D.C. United  États-Unis
- jan. 2007-2007 : CA Belgrano  Argentine
- 2007-2009 : Newell's Old Boys  Argentine
- 2009-2010 : Club Atlético Unión  Argentine
- depuis déc. 2010 : Olimpia Asuncion  Paraguay[1],[2]